# Lundby Station
Lundby Station er en dansk jernbanestation i Lundby.

## Antal rejsende
Ifølge Østtællingen 2008 var udviklingen i antallet af dagligt afrejsende:
| År   | Antal |
| ---- | ----- |
| 2003 | 169   |
| 2004 | 174   |
| 2005 | 212   |
| 2006 | 202   |
| 2007 | 176   |
| 2008 | 252   |